# 大中华国际交易广场
大中华国际交易广场（英语：Great China International Exchange Square）是位于中国广东省深圳市福田区的一栋摩天大楼，是地产商大中华国际集团总部，高202米，总建筑面积310633平方米，配备有宴会大厅、直升机停机坪和地下商场，其建筑造型浮夸曾引起争议。
该大楼附属酒店为深圳大中华喜來登酒店。

## HUA广场
商场，共四层。内有台球俱乐部，酒吧等。

### Bit City 次元小镇
位于地下一层，深圳ACG、Cosplay爱好者聚集地之一，有众多動漫、游戏相关商铺。内有阶梯小剧场和更衣室，可供爱好者表演。

### 大中华国际黄金贸易中心
位于地面层。

## 交通

### 地铁
- 深圳地铁会展中心站。